# Patrullero clase Toledo
Los patrulleros clase Toledo son patrulleros pesados construidos por el astillero Bender Marine, para el gobierno colombiano en 1994.

## Diseño
La armada de Colombia los emplea para patrullar el Mar Territorial de la República y su Zona Económica Exclusiva. También es usado en la lucha contra el narcotráfico.
Cuenta con un cañón de 25 mm Bushmaster Mk96 sobre el punto rígido y el mamparo de colisión, radar de navegación y de búsqueda.

## Unidades
PM-113 José María García y Toledo.
PM-114 Juan Nepomuceno Eslava.